# كارل أ. أندرسون
كارل أ. أندرسون (بالإنجليزية: Carl A. Anderson)‏ هو محامي أمريكي، ولد في 27 فبراير 1951.